# 엔치구

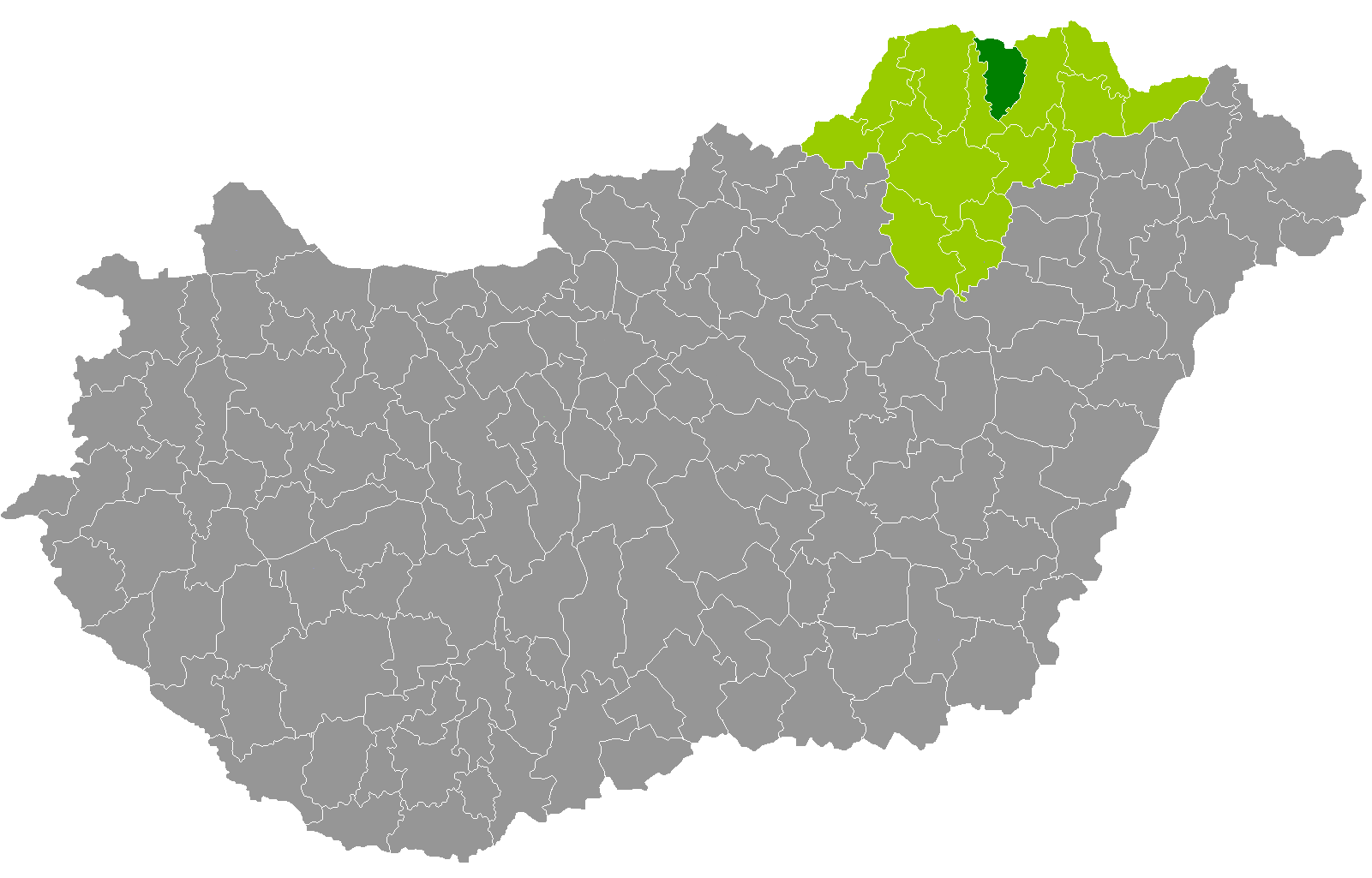
보르쇼드어버우이젬플렌주 지도에 표시된 엔치구의 위치

엔치구(헝가리어: Encsi járás)는 헝가리 보르쇼드어버우이젬플렌주에 위치한 구로 구청 소재지는 엔치이며 면적은 378.39km2, 인구는 21,390명(2011년 기준), 인구 밀도는 56명/km2이다.
동쪽과 남쪽으로는 괸츠구, 서쪽으로는 식소구, 에델레니구와 접하며 북쪽으로는 슬로바키아와 국경을 접한다. 29개 지방 자치체(1개 시, 28개 마을)를 관할한다.

구 문장